# Nema Kunku
Nema Kunku  este un sat în  diviziunea  Western, Gambia, situat aproape de Serekunda.